# Плескач-Стыркина, Светлана Павловна
Светлана Павловна Плескач-Стыркина (род. 1 января 1949 года) — советская и российская легкоатлетка, специализирующаяся в беге на средние дистанции. Мастер спорта СССР международного класса. Участница летних Олимпийских игр 1976 года. Чемпионка СССР 1977 года, двукратная чемпионка СССР в помещении (1977, 1979) в беге на 800 м. Заслуженный тренер СССР (1984).

## Биография
Светлана Павловна Мощенок родилась 1 января 1949 года в деревне Кунцы, Могилёвская область, Белорусская ССР, СССР. В 1950-х годах она вместе с родителями Павлом и Екатериной Мощенок переехала в город Ступино Московской области. Начала заниматься лёгкой атлетикой в 6 классе школы. В 1966 году начала тренировки под руководством Якова Исааковича Ельянова. В 1967 году Светлана становится первой на знаменитом кроссе на приз газеты «Правда» и получает звание мастера спорта. В 1971 году окончила Коломенский педагогический институт.
После завершения спортивной карьеры Светлана Павловна стала работать тренером в паре со своим наставником Яковом Исааковичем Ельяновым. В настоящее время Светлана Павловна — старший тренер-преподаватель государственного бюджетного учреждения города Москвы «Центр спортивной подготовки по легкой атлетике». Наиболее известной её воспитанницей является двукратная олимпийская чемпионка 1996 года, чемпионка мира 1999 года и чемпионка Европы 1998 года Светлана Мастеркова.
12 августа 1994 года во второй раз вышла замуж — за полковника в отставке Алексея Тимофеевича Плескача.
Светлана Павловна — член Президиума Всероссийской федерации легкой атлетики и Федерации лёгкой атлетики Москвы.
В 2009 году был снят фильм «Дистанция», в котором Светлану Павловну сыграла Татьяна Догилева.

## Известные воспитанники
- Светлана Мастеркова
- Светлана Китова
- Светлана Клюка[11]
- Екатерина Шармина
- Евгения Исакова
- Оксана Зброжек
- Татьяна Андрианова[12]
- Екатерина Костецкая
- Евгения Зинурова[13]
- Ирина Подъяловская[14]

## Основные результаты

### Международные
| Год  | Соревнования                 | Место проведения       | Дисциплина                  | Место | Результат |
| ---- | ---------------------------- | ---------------------- | --------------------------- | ----- | --------- |
| 1970 | Чемпионат Европы в помещении | Сан-Себастьян, Испания | эстафета 200+ 400+600+800 м | 3     | 5:02,2    |
| 1976 | Олимпийские игры             | Монреаль, Канада       | 800 м                       | 5     | 1:56,44   |
| 1977 | Чемпионат Европы в помещении | Сан-Себастьян, Испания | 800 м                       | 4     | 1:56,44   |
| 1977 | Кубок мира IAAF              | Дюссельдорф, ФРГ       | 800 м                       | 3     | 1:59,72   |

### Национальные
| Год  | Соревнования               | Место проведения | Дисциплина | Место | Результат |
| ---- | -------------------------- | ---------------- | ---------- | ----- | --------- |
| 1973 | Чемпионат СССР             | Москва           | 800 м      | 3     | 2:02,6    |
| 1976 | Чемпионат СССР             | Киев             | 800 м      | 2     | 1:56,7    |
| 1977 | Чемпионат СССР в помещении |                  | 800 м      | 1     | 2:03,6    |
| 1977 | Чемпионат СССР             | Москва           | 800 м      | 1     | 1:58,7    |
| 1978 | Чемпионат СССР             | Тбилиси          | 800 м      | 3     | 1:58,0    |
| 1979 | Чемпионат СССР в помещении |                  | 800 м      | 1     | 2:04,2    |

## Награды
- Почётное звание «Заслуженный работник физической культуры Российской Федерации» (2013)[15].
- Орден Дружбы (1997)[16].